# Plaza de San José (Barranquilla)
La plaza de San José o plaza de la Independencia es un espacio público abierto de Barranquilla, Colombia. Se encuentra ubicada entre el costado oriental de la iglesia de San José y el antiguo colegio San José, y el costado norte de la Biblioteca Departamental Meira Delmar. En el centro de la plaza se encuentra la estatua de la Libertad, obsequio de la colonia siria en 1910 en conmemoración de los cien años del grito de independencia de Colombia.

## Ubicación
La plaza está ubicada entre las calles 38 (Caldas) y 39 (Las Flores), y entre las carreras 38 (Igualdad) y 39A, en el Centro Histórico de Barranquilla.
Está enmarcada en su costado occidental por la iglesia de San José (construida por los jesuitas a principios de siglo XX y patrimonio distrital mediante Resolución 746 de 2005) y el antiguo colegio San José (anexo a la iglesia); y en su costado sur por la biblioteca Meira Delmar, declarada patrimonio cultural y educativo de la Nación a través de la Ley 889 del 7 de julio de 2004.

## Historia
La plaza de San José fue concebida como parte de un plan maestro de construcción de espacios públicos abiertos para Barranquilla en respuesta a la escasa área disponible por habitante. El plan fue establecido por el gobierno nacional en 2008 con la convocatoria del Ministerio de Cultura para el «Concurso Público de Anteproyecto Arquitectónico para el Diseño de Diferentes Sectores Urbanos para la Recuperación del Espacio Público del Centro Histórico de Barranquilla». Completan el conjunto de espacios públicos la plaza de San Roque, la plaza de San Nicolás, el paseo de las Palmas y la plaza del Hospital.
La plaza reemplazó al antiguo parque de la Independencia o plaza del Centenario, por lo que técnicamente se trata de una reconstrucción. Las obras empezaron con la primera piedra puesta por la alcaldesa Elsa Noguera el 29 de diciembre de 2015 y fue inaugurada por el alcalde Alejandro Char el 16 de diciembre de 2016. El costo de la plaza fue de 1 889 millones de pesos.

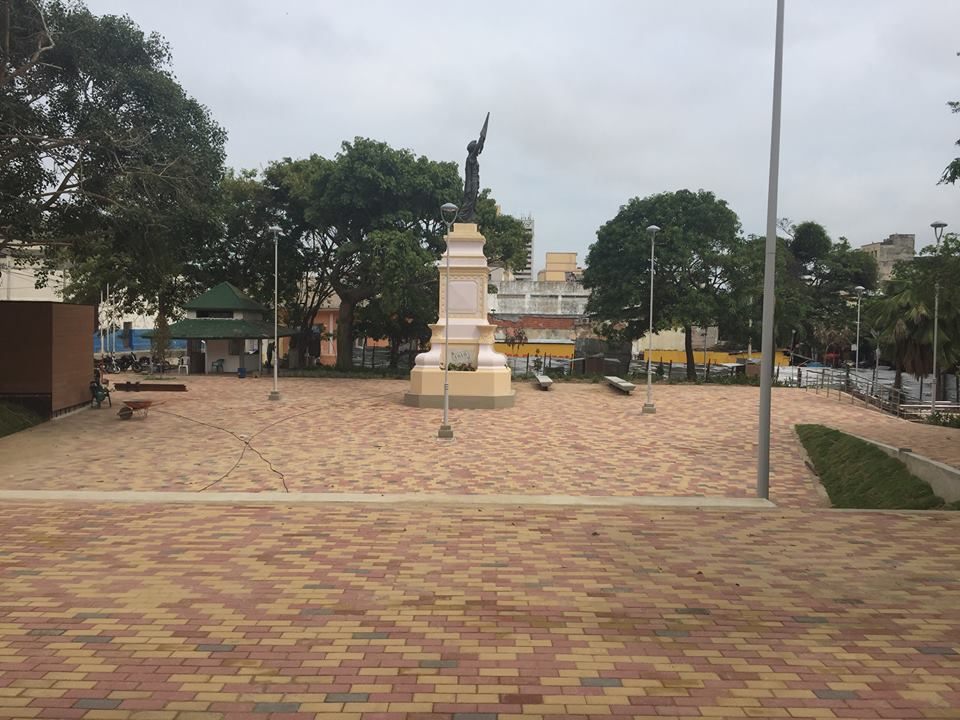
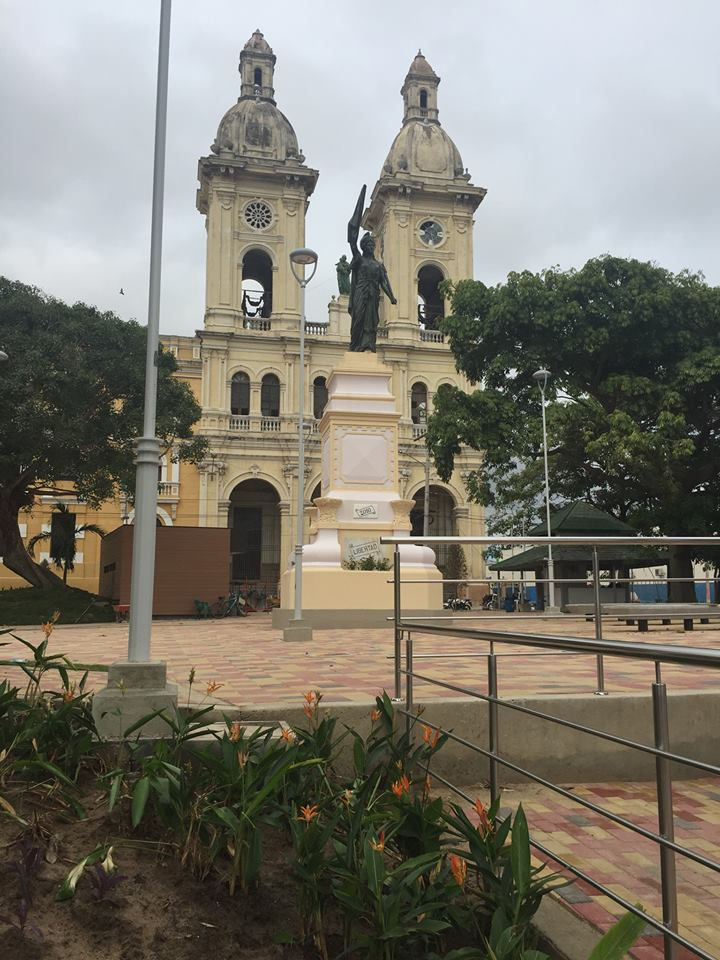
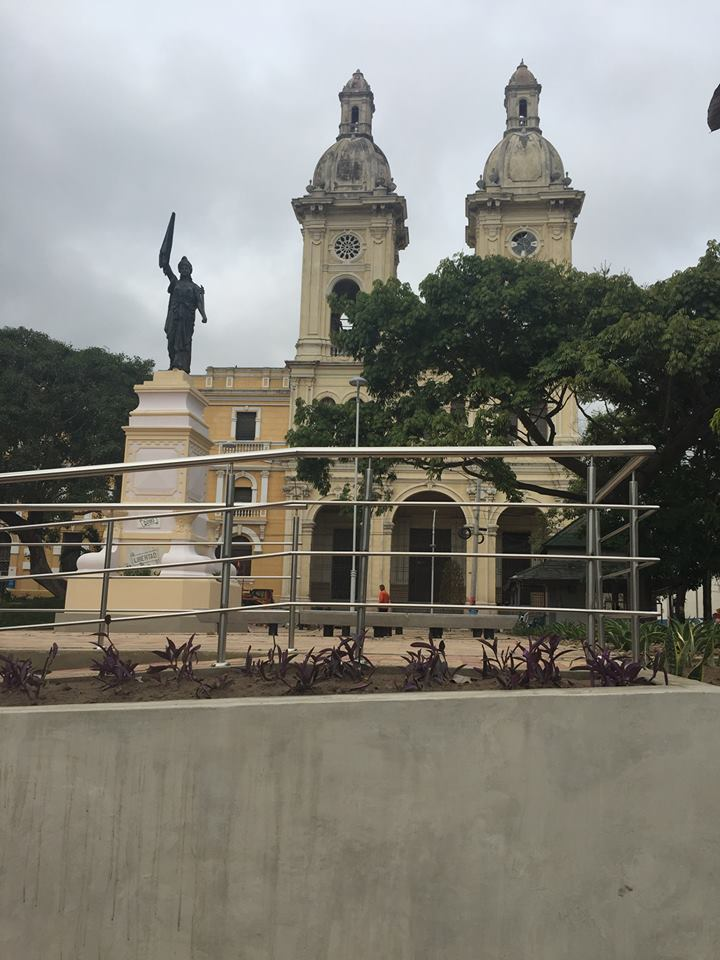
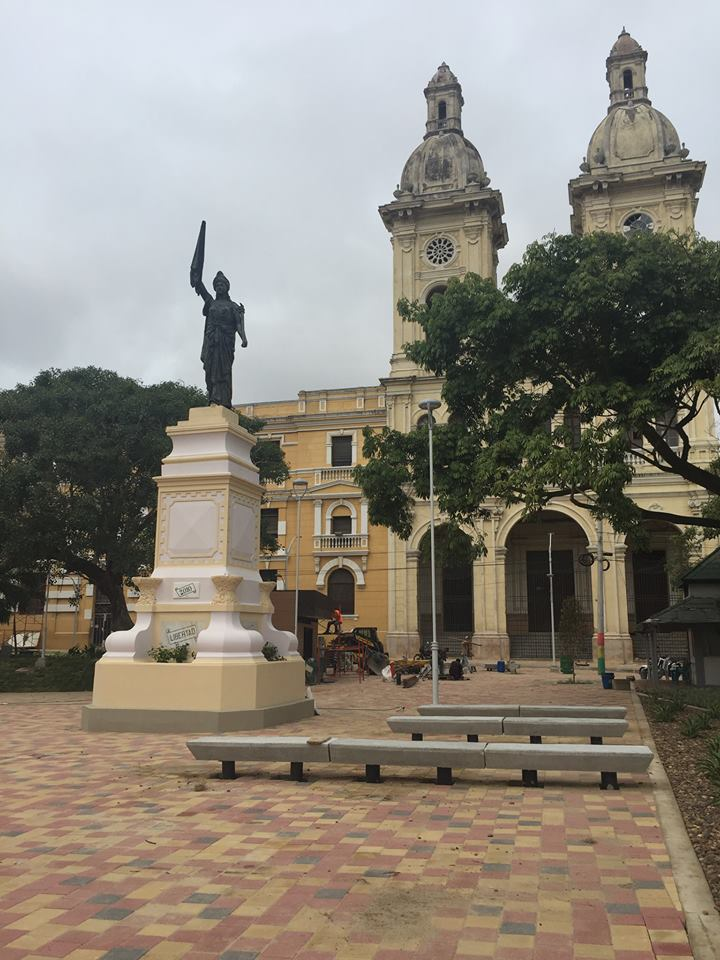